# Noordmolen (Enschede)
De Noordmolen is een voormalige standerdmolen in de stad Enschede. Het was een vast opgestelde molen met de wieken op het noordwesten. Hij is afgebroken in 1858.

## Bron
- 'Informatie Molens in Enschede en Lonneker', enschedeinfotos.nl, info verkregen op 30 mei 2011